# Polinyà de Xúquer (kommun)
Polinyà de Xúquer är en kommun i Spanien.   Den ligger i provinsen Província de València och regionen Valencia, i den östra delen av landet, 300 km öster om huvudstaden Madrid. Antalet invånare är 2 540. Arean är 9,1 kvadratkilometer. Polinyà de Xúquer gränsar till Albalat de la Ribera, Algemesí, Alzira, Benicull de Xúquer, Corbera, Riola och Sueca. 
Terrängen i Polinyà de Xúquer är mycket platt.